# 山路町 (瀬戸市)
山路町（やまじちょう）は、愛知県瀬戸市東名連区の町名。丁番を持たない単独町名である。

## 地理
- 瀬戸市の南東部に位置する[8]。西を西山路町、北を門前町、東を上山路町・東山路町、南を海上町と隣接している[8]。
- 猿投山の山麓地域[8]。

### 河川
- 東山路川（赤津川支流） ： 町の北端、門前町との町境付近を西流している。
- 中山路川（東山路川支流） ： 町の中央部を北流し、北端部で東山路川に注ぎ込んでいる。

### 学区
市立小・中学校に通う場合、学区は以下の通りとなる。また、公立高等学校普通科に通う場合の学区は以下の通りとなる。
| 番・番地等 | 小学校                 | 中学校                 | 高等学校 |
| ---------- | ---------------------- | ---------------------- | -------- |
| 全域       | 瀬戸市立にじの丘小学校 | 瀬戸市立にじの丘中学校 | 尾張学区 |

## 歴史

### 町名の由来
猿投山に登る険しい山道があったことから、山路と呼ばれるようになったといわれる。

### 沿革
- 江戸時代には山路嶋として集落化。弘化2年（1845年）の戸数は4戸。赤津村の支村として山路があった[11]。
- 1943年（昭和18年）8月9日 - 瀬戸市大字赤津字山路・上山路の一部により、同市山路町として成立[2]。

## 世帯数と人口
2025年（令和7年）3月1日現在の世帯数と人口は以下の通りである。
| 町丁   | 世帯数 | 人口 |
| ------ | ------ | ---- |
| 山路町 | 0世帯  | 0人  |

### 人口の変遷
国勢調査による人口の推移
| 1995年（平成7年）  | 0人 | [ 12 ] |  |
| 2000年（平成12年） | 0人 | [ 13 ] |  |
| 2005年（平成17年） | 0人 | [ 14 ] |  |
| 2010年（平成22年） | 0人 | [ 15 ] |  |
| 2015年（平成27年） | 0人 | [ 16 ] |  |
| 2020年（令和2年）  | 0人 | [ 17 ] |  |

### 世帯数の変遷
国勢調査による世帯数の推移。
| 1995年（平成7年）  | 0世帯 | [ 12 ] |  |
| 2000年（平成12年） | 0世帯 | [ 13 ] |  |
| 2005年（平成17年） | 0世帯 | [ 14 ] |  |
| 2010年（平成22年） | 0世帯 | [ 15 ] |  |
| 2015年（平成27年） | 0世帯 | [ 16 ] |  |
| 2020年（令和2年）  | 0世帯 | [ 17 ] |  |

## 交通

### 鉄道
町内に鉄道は走っていない。最寄り駅は名鉄瀬戸線尾張瀬戸駅、または愛知環状鉄道・愛知環状鉄道線山口駅になる。

### バス
町内にバスは走っていない。最寄りのバス停は、名鉄バス「東山線」【11】【12】系統の万徳寺前バス停になる。

### 道路
東海環状自動車道 ： 町の東部を南北に走っている。

## 施設
- 東立テクノクラシー 瀬戸工場 ： 汚染土壌の浄化や産業廃棄物の処理を行っている[18]。
- 銭屋鋼産 ： 建築物の解体処理や機械設備撤去、鉄・非鉄金属など金属材料の処理・再生や産業廃棄物の運搬・処理を行っている[19]。

## その他

### 日本郵便
- 郵便番号 ： 489-0859[6]（集配局：瀬戸郵便局[20]）。